# Sätze von Lindström
Die Sätze von Lindström (nach dem schwedischen Logiker Per Lindström) sind zwei Ergebnisse der mathematischen Logik, speziell der abstrakten Modelltheorie. Sie besagen, dass die Prädikatenlogik erster Stufe nicht zu einer stärkeren Logik erweitert werden kann, ohne gewisse Eigenschaften wie Abgeschlossenheit unter booleschen Operationen der klassischen Logik, den Satz von Löwenheim-Skolem oder sowohl den Kompaktheitssatz als auch eine gewisse Variante des Vollständigkeitssatzes zu verletzen.